# Rosay-sur-Lieure

Rosay-sur-Lieure este o comună în departamentul Eure, Franța. În 1 ianuarie 2022 avea o populație de 510 de locuitori.